# Clavelina steenbrasensis
Clavelina steenbrasensis är en sjöpungsart som beskrevs av C.S. Millar 1955. Clavelina steenbrasensis ingår i släktet Clavelina och familjen klungsjöpungar. Inga underarter finns listade i Catalogue of Life.